# کارآگاه کانن: پنتاگرام میلیون دلاری
کارآگاه کانن: پنتاگرام میلیون دلاری (انگلیسی: Detective Conan: The Million-dollar Pentagram)، یک فیلم انیمه فیلم معمایی به کارگردانی چیکا ناگائوکا است. این فیلم بیست و هفتمین قسمت از مجموعه فیلم پرونده بسته شد است که بر اساس مجموعه مانگا به همین نام کارآگاه کونان اثر گوشو آئویاما ساخته شده است، قبل از آن کارآگاه کانن: زیردریایی آهن سیاه در سال ۲۰۲۳.